# Diecezja Coimbry
Diecezja Coimbra (łac. Dioecesis Conimbricensis) – diecezja Kościoła rzymskokatolickiego w Portugalii. Należy do metropolii Bragi. Została erygowana w VI w.